# ضفادع أرضية أسترالية
الضفادع الأرضية الأسترالية (الاسم العلمي Myobatrachidae)، فصيلة حيوانات قازبة من الضفادع الجديدة. مواطنها أستراليا وغينيا الجديدة. يختلف أفراد هذه الفصيلة اختلافًا كبيرًا في الحجم، هنالك الأنواع التي يقل طولها عن 1.5 سم (0.59 بوصة)،وصولًا إلى ثاني أكبر ضفدع في أستراليا، وهو الضفدع العملاق المقلم (Mixophyes iteratus)، بطول 12 سم (4.7 بوصة). جميع أفراد الفصيلة هي إما ضفادع أرضية أو مائية، دون وجود إي أنواع شجرية.